# Maclovi d'Aleth
Maclovi (en anglès i francès Maclou o Malo, originàriament Mac'h Luh i en llatí Maclovius o Machutus) (Glamorgan, Gal·les, ca. 520 - Archingeay, Charente Marítim, França, 621) fou un monjo gal·lès, predicador a la Bretanya i fundador de l'actual Saint-Malo. És venerat com a sant per diverses confessions cristianes i és un dels Set sants fundadors de la Bretanya.

## Biografia
Diverses vides medievals expliquen detalls de la seva vida, barrejats amb els d'altres religiosos de nom similar. Sembla que Maclovi va néixer cap al 520, probablement al País de Gal·les. El seu nom deriva del bretó mac'h (garantia, ostatge) i luh (llum).

### Viatge amb Brandan

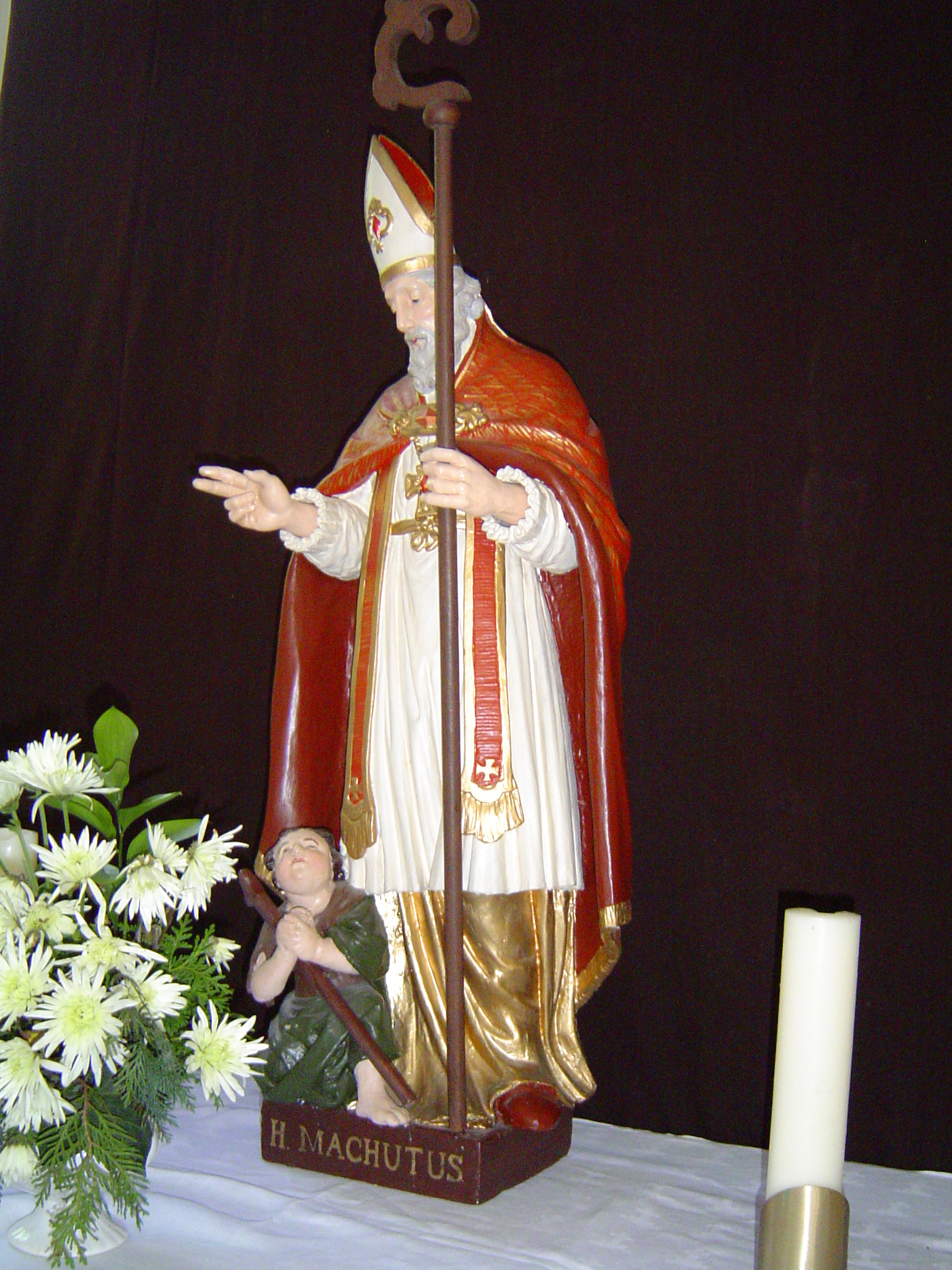
Talla a l'església d'Escharen

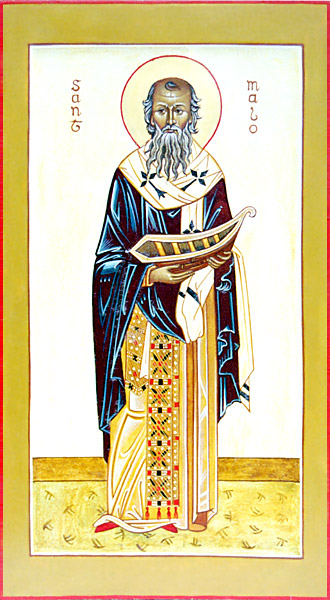
Icona ortodoxa amb el sant

Es diu que va ésser batejat per Brandan de Conflert, de qui va ésser deixeble. No obstant això, és una narració probablement llegendària i no es pot assegurar que fos així. La llegenda fa que fos triat per al viatge que Brandan va fer a l'Illa dels Benaurats. Llavors evangelizà les illes Òrcades i les del nord d'Escòcia.
Una llegenda posterior diu que Maclovi era un gegant que va morir i Brandan el va resuscitar i batejar, fent que llavors pogués morir de nou, ja cristià.

### Estada a Bretanya
Cap al 538, Maclovi va fer un segon viatge a l'illa de Cézembre, davant Saint-Malo, on residí un temps. En arribar a Cézembre, Maclovi visità l'ermità Aaron d'Aleth, que vivia a la costa del continent, en un penya-segat, i s'hi establí cap al 541. Quan Aaron morí en 544, Maclovi hi va fundar una ermita dedicada a Sant Aaron, a qui va succeir com a evangelizador de la regió, al voltant de la qual va néixer la ciutat que després seria Saint-Malo, per la qual cosa se'n considera Maclovi el fundador. S'establí a Aleth, ciutat d'una illa davant la costa de Saint-Malo, capital dels curiosolites i aviat fou nomenat primer bisbe d'Aleth. Anys més tard, conflictes civils a l'illa van provocar que Maclovi en marxés, però els habitants van demanar-li que tornés. Maclovi hi tornà i posà ordre en la situació i veient que la seva fi era propera, es retirà a fer penitència.
Anà a Archambiac, a la diòcesi de Saintes, on passà la resta de la seva vida en dejuni i pregària; morí a Archingeay, molt a prop, un diumenge, 15 de novembre de 621.

## Veneració
Les seves restes foren portades de Saintes a la Catedral de Saint-Pierre d'Aleth (Saint-Malo) al segle vii, però desaparegueren durant les invasions normandes del segle x. Les relíquies que en quedaren es dispersaren, la qual cosa provocà la difusió del culte a llocs com: Parçis, Montreuil-sur-Mer, Bruges, Gembloux, Rouen, Pontoise, Conflans-Sainte-Honorine, etc.
És un dels Set Sants Fundadors de Bretanya, havent fundat la ciutat de Saint-Malo, que és una de les etapes del Tro Breizh ("Volta a Bretanya"), ruta de pelegrinatge que passa per les set ciutats fundades per aquests sants.
El nom de les Illes Malvines deriva del francès Îles Malouines, nom donat per Louis Antoine de Bougainville en 1764 a l'arxipèlag, ja que els seus primers colons, mariners i pescadors, provenien del port de Saint-Malo.

## Notes

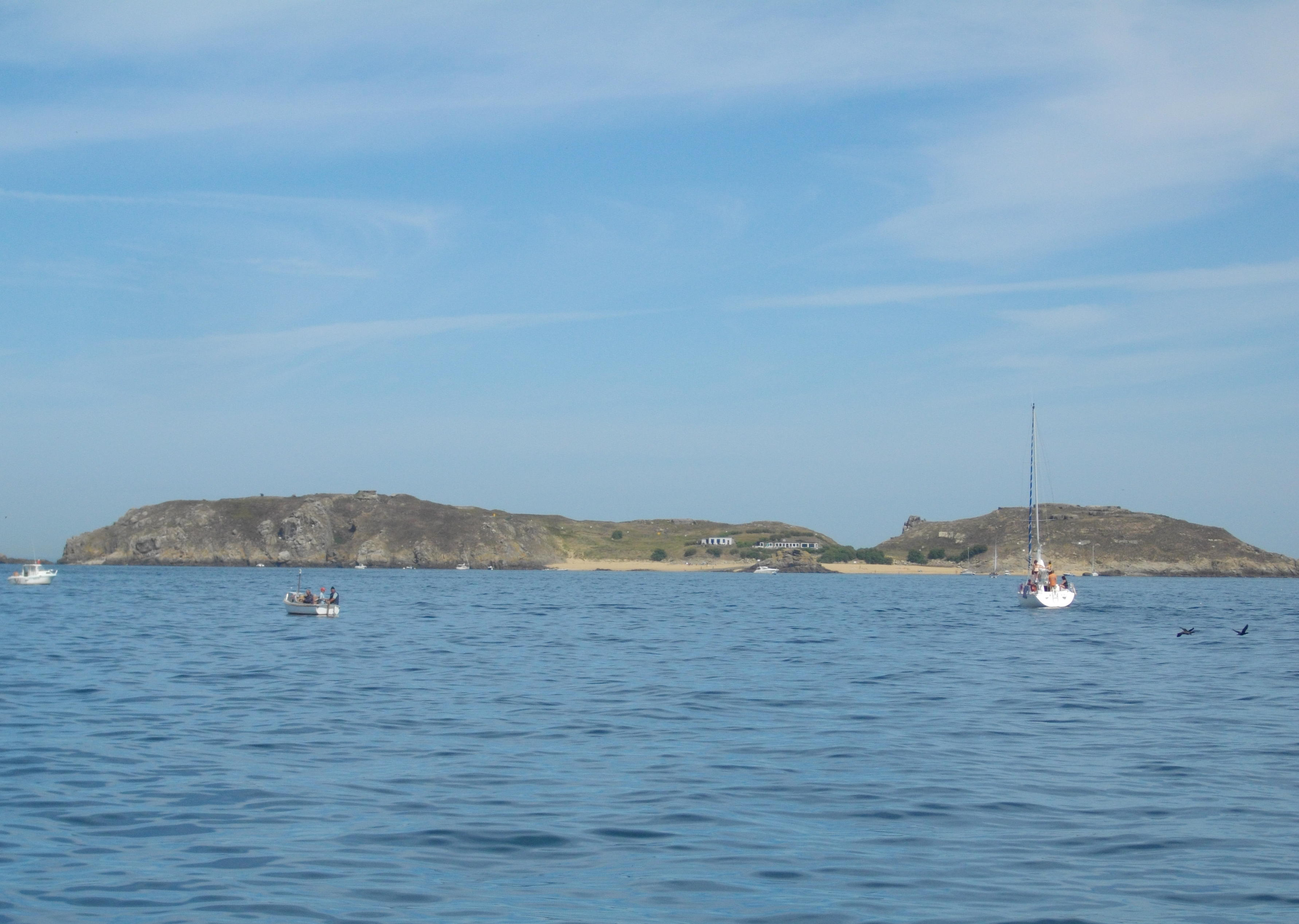
Illa de Cézembre des de Saint-Malo
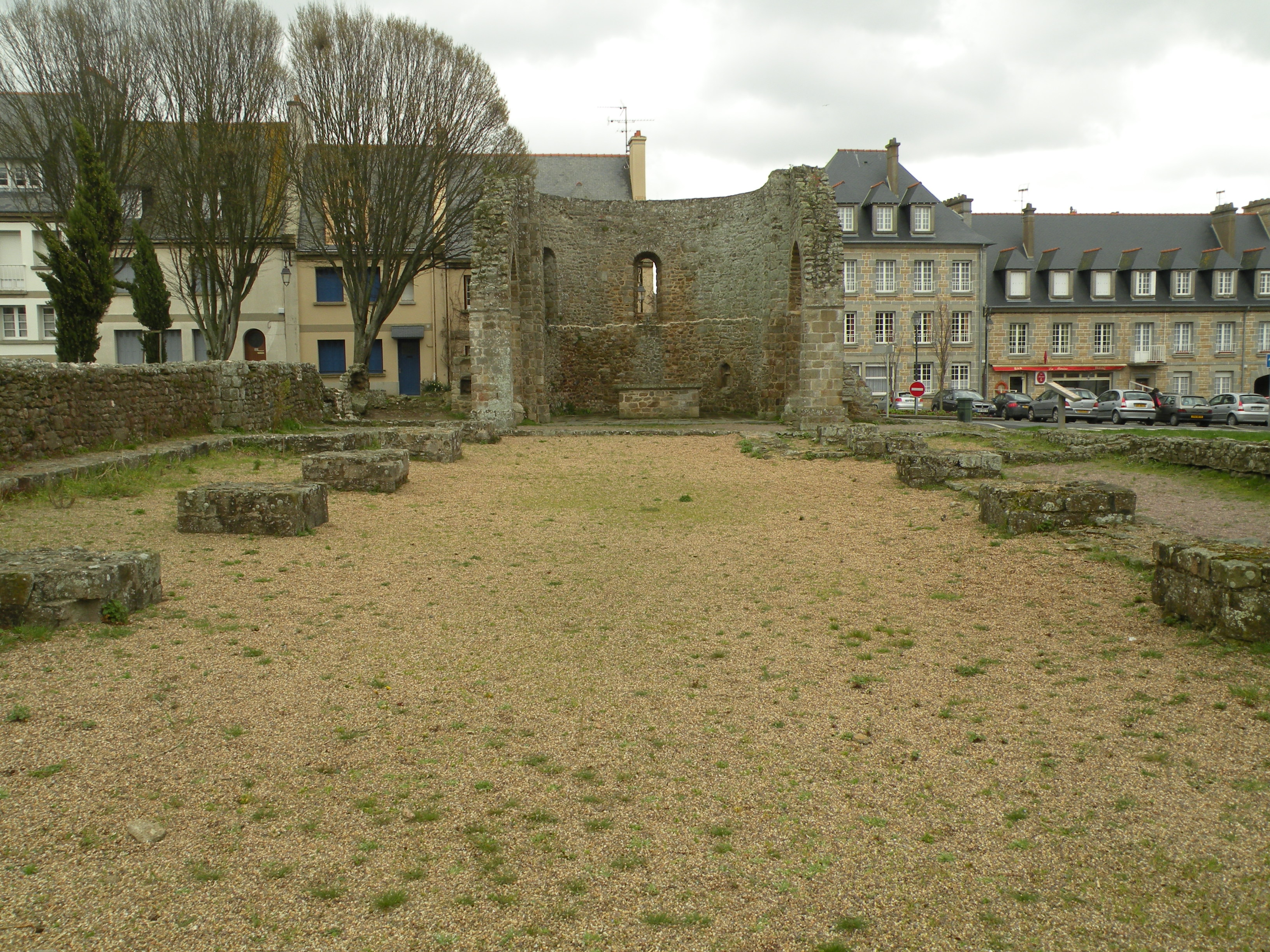
Ruines de la catedral d'Aleth, on fou bisbe Maclovi hi fou enterrat
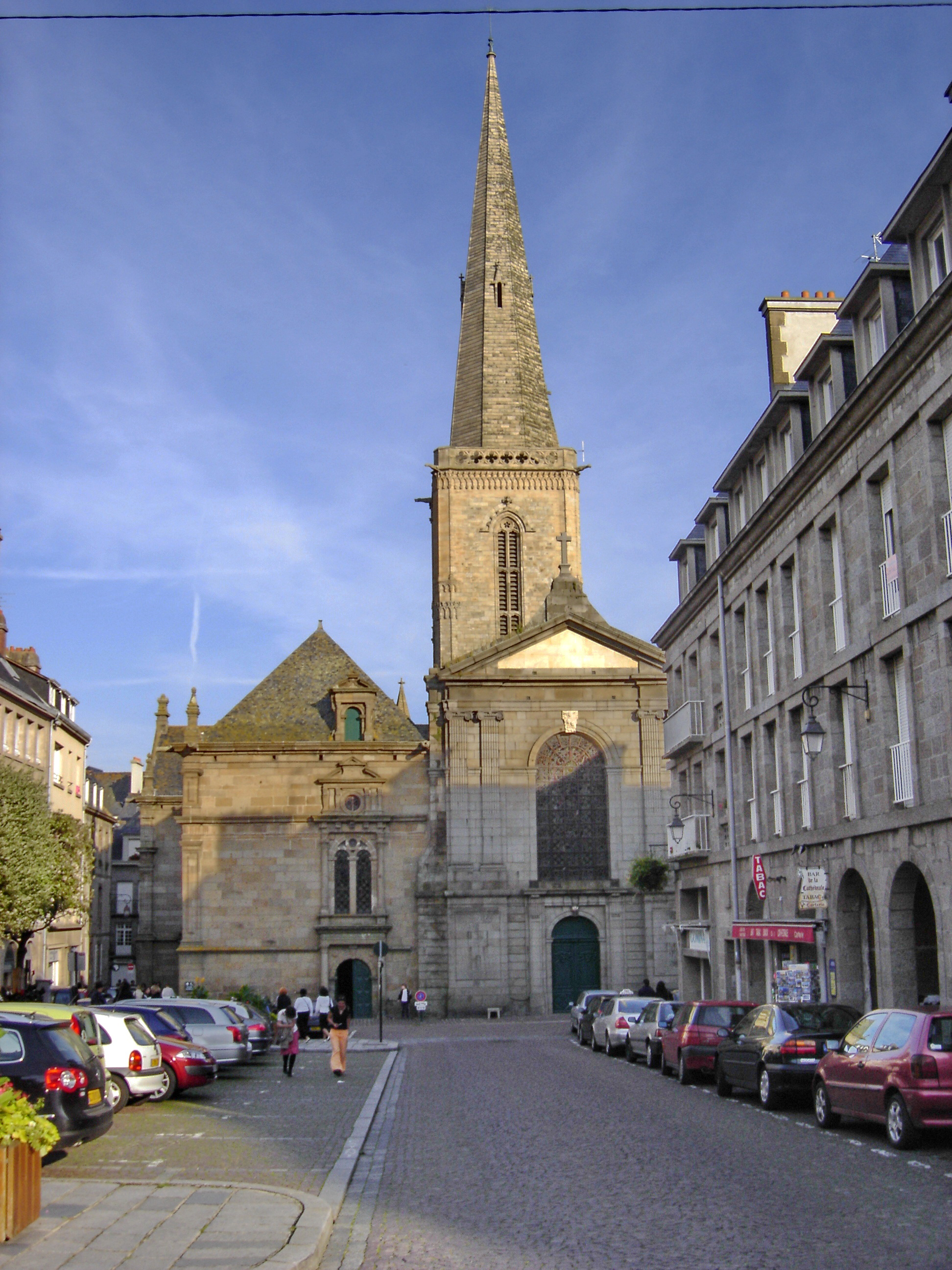
Actual catedral de Saint-Malo
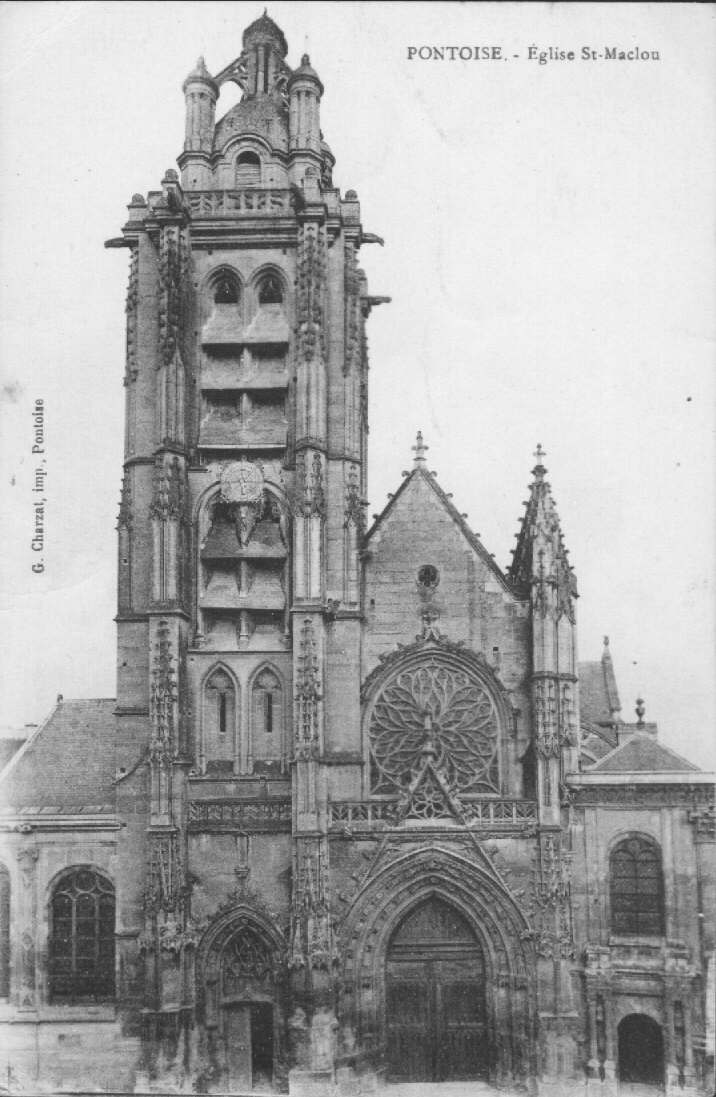
Catedral de Saint-Maclou de Pontoise
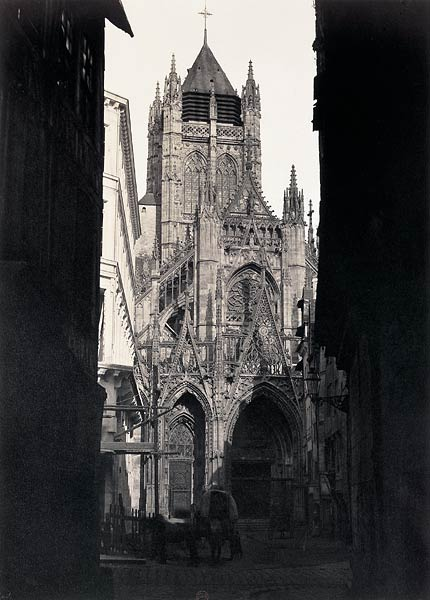
Església de Saint-Maclou de Rouen